# Hamborgbibelen
Hamborgbibelen er en håndskreven pragtbibel i tre bind. Den indeholder en enestående serie billeder, som viser fremstillingen af en bog anno 1255. Billedserien er vist i initialerne (de store begyndelsesbogstaver).

## Indhold
Hamborgbibelen er ikke blot et monumentalt resultat af det middelalderlige boghåndværk, men også et enestående udtryk for middelalderens egen fascination ved bogen. Værket er skrevet på 700 pergamentblade, indbundet i tre store bogbind og vejer 40 kg. Ud over initialer med scener fra de bibelske bøger rummer Hamborgbibelen en sekvens af billeder, der viser, hvorledes en middelalderlig bog blev til: fra fremstillingen og tilvirkningen af pergament over skriveprocessens forskellige trin til malerens arbejde med illumineringen. Mens munke i færd med at skrive er et yndet motiv i middelalderlige bøger, er gengivelser af de øvrige faser i en bogs fremstilling meget sjældne. Scenerne af bogens fremstilling er spredt over alle tre bind, med flest i 3. bind .

## Fremstilling af Hamborgbibelen
Denne bibel blev fremstillet i Hamborg i 1255 af skriveren Karolus på foranledning af Bertoldus, der var dekan ved det hamburgske domkapitel. Begge nævnes i et dedikationsdigt, der findes i alle tre bind. Derimod nævnes det ikke, hvem der er mester for de tre binds talrige illuminerede initialer. Til gengæld har kunstneren sat sin anonyme signatur i bogen; forbundet med den sidelange nedstreg i Hamburgbibelens sidste initial, et A, finder man et fint indrammet billede af en bogmaler koncentreret om sit arbejde ved pulten. En raffineret hyldest til den kunst, han udøvede.

## Herkomst og betydning
Hamborgbibelen blev købt af Det Kongelige Bibliotek på auktionen over det hamborgske domkapitels bøger i 1784. På grund af billedsekvensen om fremstilling af en bog regnes den for verdenskulturarv og er optaget i UNESCOs Memory of the World Programme 